# アイノウイルス感染症
アイノウイルス感染症（アイノウイルスかんせんしょう、英:Aino virus infection）とはアイノウイルス感染を原因とする感染症。
日本では家畜伝染病予防法において、牛、水牛を対象とする届出伝染病に指定されている。原因となるアイノウイルスはブニヤウイルス科ブニヤウイルス属に属するRNAウイルスである。ヌカカにより媒介され、感染した牛はそのほとんどが無症状であるが、胎盤感染により流産あるいは先天異常、奇形の原因となる。アカバネ病、チュウザン病、アイノウイルス感染症の3種混合不活化ワクチンが市販されている。